# Río Grande (Bolivie)
Pour les articles homonymes, voir Rio Grande.
Le río Grande bolivien ou río Guapay est un cours d'eau de Bolivie qui naît de plusieurs branches dans la cordillère de Cochabamba (cordillère orientale), à l'est de cette même ville, aux coordonnés 17° 26′ 11″ S, 65° 52′ 22″ O, et dans la cordillère centrale à l'est d'Oruro. À sa confluence avec le río Mamoré, il est beaucoup plus long que ce dernier et constitue ainsi la source la plus lointaine du rio Madeira, principal affluent de l'Amazone. La longueur totale du système Madeira-Mamoré-Rio Grande est 4207 km.

## Géographie
Le río Grande comporte plusieurs formateurs qui naissent dans la cordillère des Andes au sud de la Bolivie. Les sources du río Grande constituent la partie la plus méridionale de l'immense arc de la Cordillère qui évacue sur 3 000 km du nord au sud la totalité de ses eaux vers l'Amazone. Cet arc de montagne va du río Grande au Caquetá ou Japurá et recouvre pour partie la Bolivie, le Pérou, l'Équateur, et la Colombie

## Cours Supérieur Andin

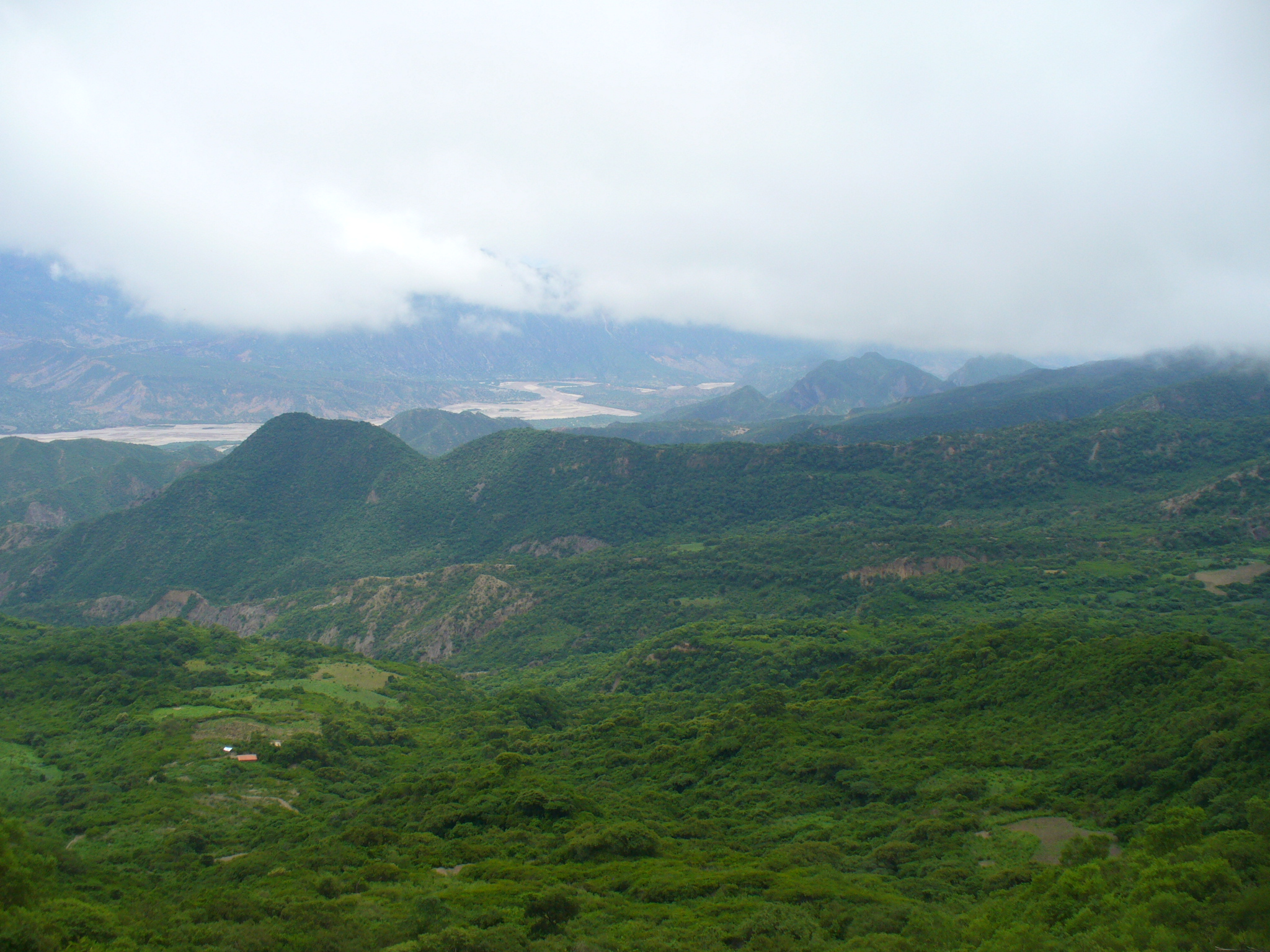
Le río Grande près de la Abra del Picacho.

Le formateur le plus au nord est connu à sa naissance sous le nom de río Rocha. Il naît dans la cordillère de Cochabamba et prend la direction de l'ouest en traversant cette grande ville et la cuvette intramontagnarde très peuplée dite Valle Bajo (basse vallée) de Cochabamba. Il reçoit le rio Tamborada qui est deux fois plus long que lui et qui draine la Valle Alto (haute vallée). Après 65 km, La rivière prend la direction sud-est et après une nouvelle section de 50 km conflue avec le río Arque à une altitude de 2 350 mètres, et ce aux coordonnées 17° 42′ 10″ S, 66° 14′ 45″ O. De cette confluence naît le río Caine qui parcourt 162 km en direction sud-est, avant de joindre le río San Pedro pour former le río Grande proprement dit. La longueur du système Caine-Rocha-Tamborada est de 277 km.
Le río San Pedro constitue le formateur sud du río Grande, il prend sa source à 80 km au sud de Cochabamba, son bassin est légèrement plus vaste que celui du río Caine (11 400 contre 10 900 km2), son débit est supérieur (environ 90 m3/s contre 70), sa longueur n'est que 120 km, mais il est surclassé par son affluent le río Chayanta qui couvre les trois quarts de son bassin, apporte les trois quarts du volume d'eau, et porte sa longueur totale à 258 km.
Après le confluent du río Caine et du río San Pedro, le río Grande se dirige vers le sud-est et reçoit encore deux importants affluents andins: sur sa rive gauche le río Mizque (260 km, 10 500 km2, 70 m3/s), sur sa rive droite le río Azero (160 km, 5 700 km2, 43 m3/s), il rejoint les plaines du Chaco avec un débit de 340 m3/s. Il amorce une large courbe de plus de 500 km à travers cette région qui est la moins arrosée de tout le bassin amazonien.

## La traversée du Chaco bolivien
Il prend tout d'abord la direction du nord en passant à proximité de la ville-champignon de Santa Cruz de la Sierra (plus de deux millions d'habitants pour l'agglomération). Il traverse une région où l'agriculture progresse considérablement au détriment de la forêt. Il ne reçoit quasiment plus d'affluent pérenne et son débit décroît. Son lit s'étale dans la vaste plaine et atteint une largeur de deux à trois kilomètres. Ce vaste lit est surtout occupé par des bancs de sable, alors que le chenal actif peu profond atteint environ 200 ou 300 mètres de large. Il lui arrive d'être à sec, mais aussi de connaître des crues spectaculaires (8 000 m3/s) d'autant plus dévastatrices que l'implantation humaine progresse près de ses rives. À cet endroit, le río Grande constitue un véritable obstacle que très peu de ponts parviennent à franchir.

## Le delta intérieur
Puis son cours s'incurve en direction nord-ouest vers le Mamoré, en prenant l'aspect d'un delta continental. Son lit se rétrécit considérablement, se sépare en bras secondaires et défluents qui traversent des lagunes et des secteurs marécageux. Il est difficile de discerner le cours principal de la rivière dans cet ensemble complexe, changeant et peu peuplé. Un sous-affluent, le río Piraí, qui coule plus à l'ouest et vient de Santa Cruz de la Sierra, cherche à le rejoindre, et y est certainement parvenu à d'autres époques. Mais il n'y parvient pas aujourd'hui et se jette dans le río Yapacaní.
Le río Grande finit par sortir de cette zone deltaïque un peu plus abondant qu'il y est entré, et reçoit alors son plus grand affluent, le río Yapacaní qui double son débit parce qu'il descend de la montagne andine bien arrosée. Après un parcours de 1 438 km, le río Grande se jette dans le río Mamoré aux coordonnées 15° 48′ 09″ S, 64° 43′ 47″ O. Le río Mamoré étant né 30 km en amont par la jonction du río Mamoré (autre nom du bas río Ichilo) et du río Chapare.
Après le confluent avec le río Grande, la largeur du río Mamoré est d'environ 1 500 mètres.

## Cours supérieur du Madeira?
Beaucoup considèrent que le rio Grande est le cours supérieur du Madeira, et il est vrai qu'il constitue le sous-affluent dont la source est la plus éloignée de l'embouchure du grand affluent de l'Amazone, mais il n'en constitue pas pour autant le cours supérieur, pour deux raisons :
- Au confluent avec le Mamoré, celui-ci est déjà constitué par la jonction du río Ichilo et du río Chapare, il est plus large, abondant, et régulier que le rio Grande. Le río Ichilo, très abondant, est le véritable cours supérieur du Mamoré.

- Le Mamoré rejoint le río Beni pour former le Madeira, mais le río Beni et son tributaire le río Madre de Dios sont plus larges et abondants que le Mamoré. Le Beni-Madre de Dios est donc le véritable cours supérieur du Madeira.

## Bassin
La superficie de son bassin est de 101 900 km2.

## Affluents
Son affluent le plus notoire est le río Yapacaní grossi quelques kilomètres en amont du río Piraí qui baigne la ville de Santa Cruz de la Sierra. Parmi les nombreux autres affluents non déjà mentionnés, citons les ríos Chico, Charobamba, Tomina, et Pailas.